# Pont Vell del Molí d'en Güell
El Pont Vell del Molí d'en Güell és una obra de Gósol (Berguedà) inclosa a l'Inventari del Patrimoni Arquitectònic de Catalunya.

## Descripció
Pont sobre el riu aigua de Valls, afluent esquerra del cardener (alhora afluent dret del Llobregat). Es troba a l'antic camí ral de Gósol cap a Berga, passant per la font del Pi i Peguera, molt a prop del molí vell. És un pont de dimensions no gaire grans, d'un sol ull, un arc de mig punt adovellat i amb el parament completament de pedra unida amb morter.